# 泉港区
泉港区（せんこう-く）は中華人民共和国福建省泉州市に位置する市轄区。

## 行政区画
下部に1街道、6鎮を管轄する
- 街道
  - 山腰街道
- 鎮
  - 南埔鎮、界山鎮、後竜鎮、峰尾鎮、前黄鎮、塗嶺鎮

## 交通

### 鉄道
- 中国国家鉄路集団
  - 福廈旅客専用線（中国語版）
  - 漳泉肖鉄道
    - 泉港駅
    - 肖厝駅

### 道路
- 高速道路
  -  瀋海高速道路
- 国道
  - G228国道
  - G324国道

### 海運
- 蕭厝港[1]：中国における六大石油化学基地及び四大国際積替港の一つ。湄洲湾南岸にあり石油精製基地にある。宋元時代から南洋諸島と往来があり、現在は一類口岸に指定されている。2018年に発生したC9芳香族炭化水素が流出した重大公害事故である福建泉港C9流出事件の現場となった。